# Paspalum urvillei
Paspalum urvillei är en gräsart som beskrevs av Ernst Gottlieb von Steudel. Paspalum urvillei ingår i släktet tvillinghirser, och familjen gräs. Inga underarter finns listade i Catalogue of Life.

## Bildgalleri

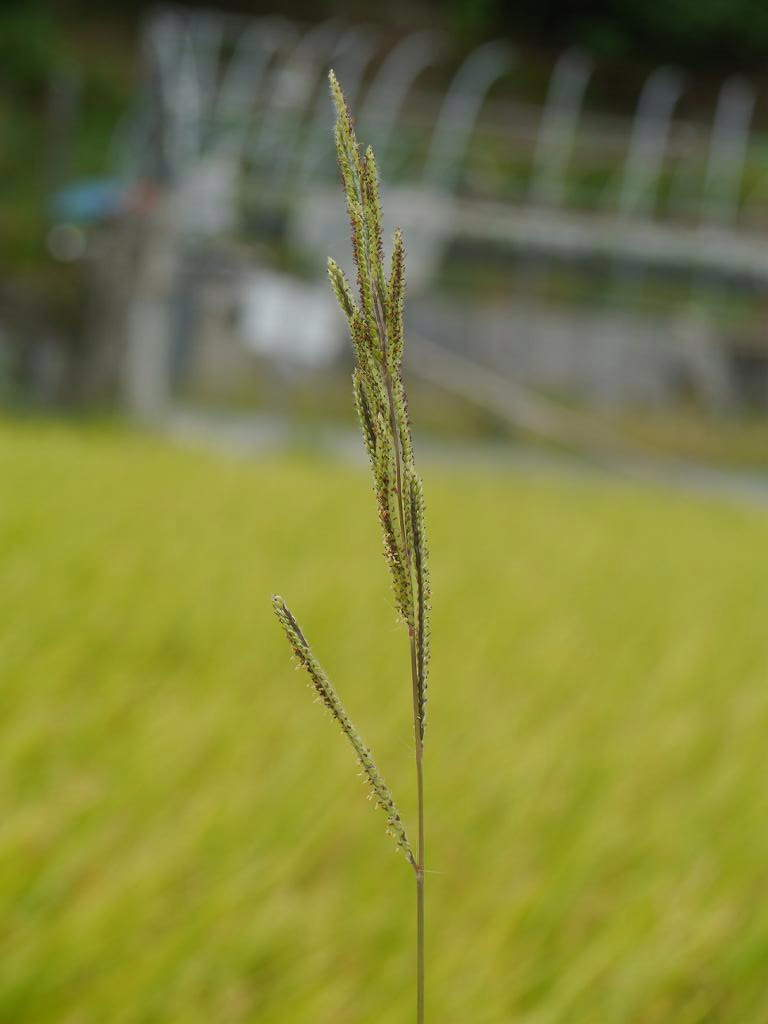
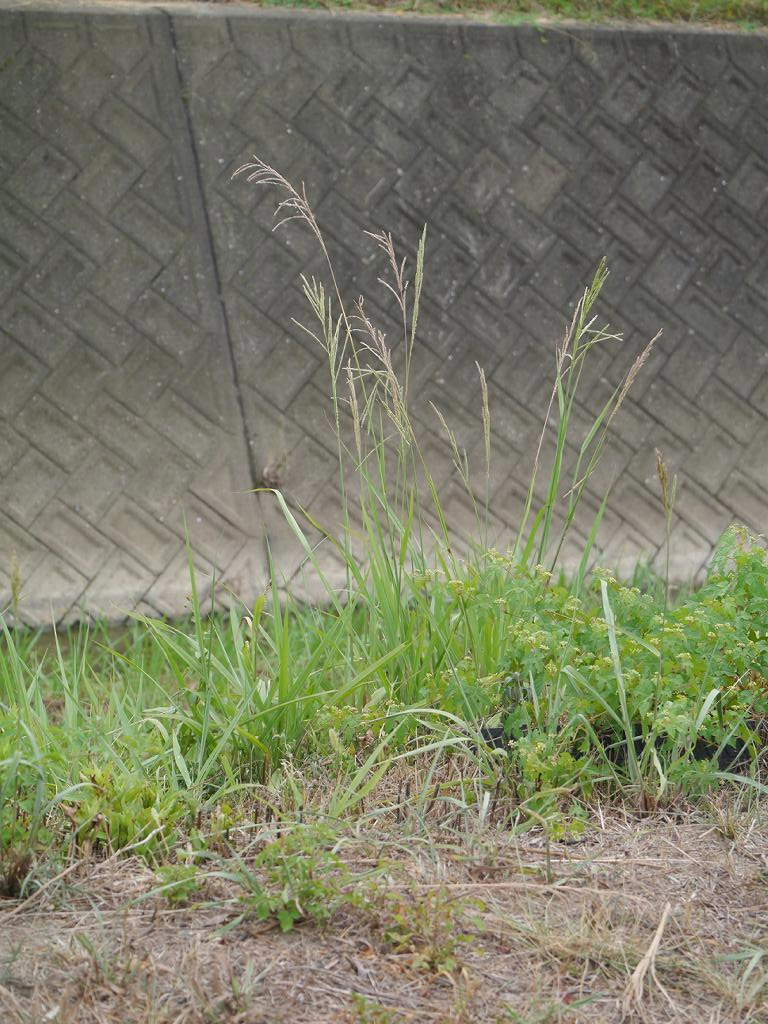
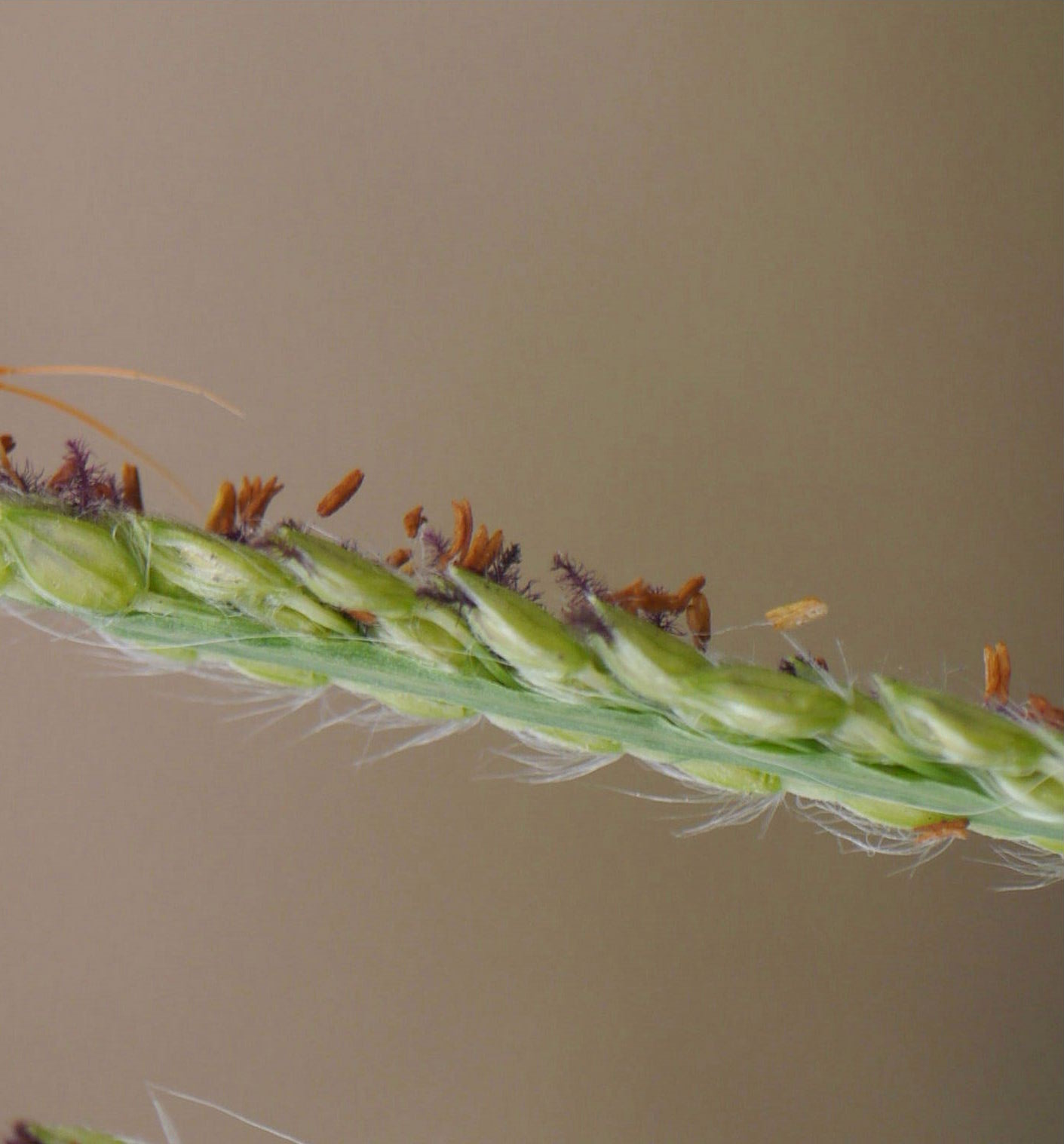
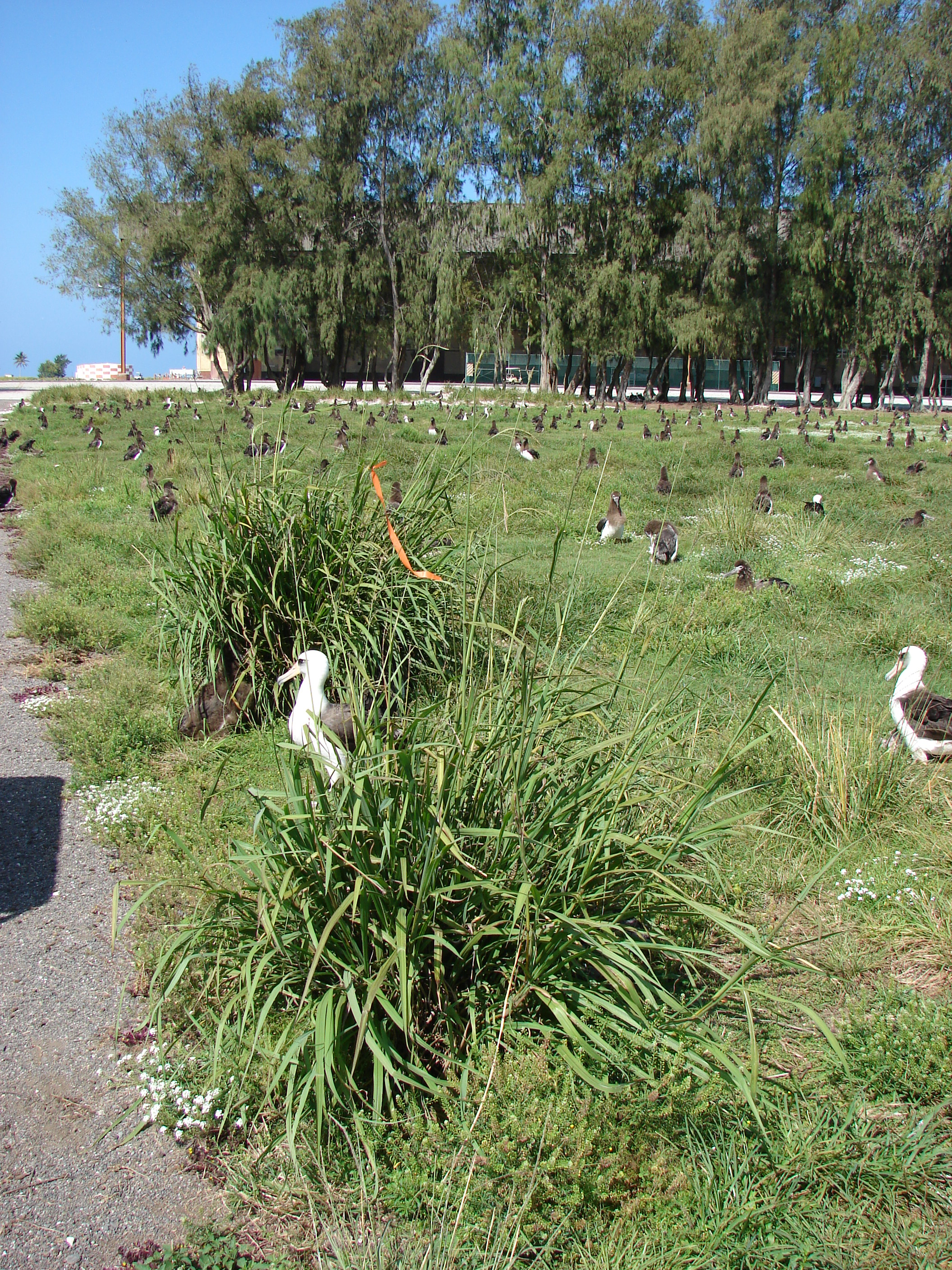
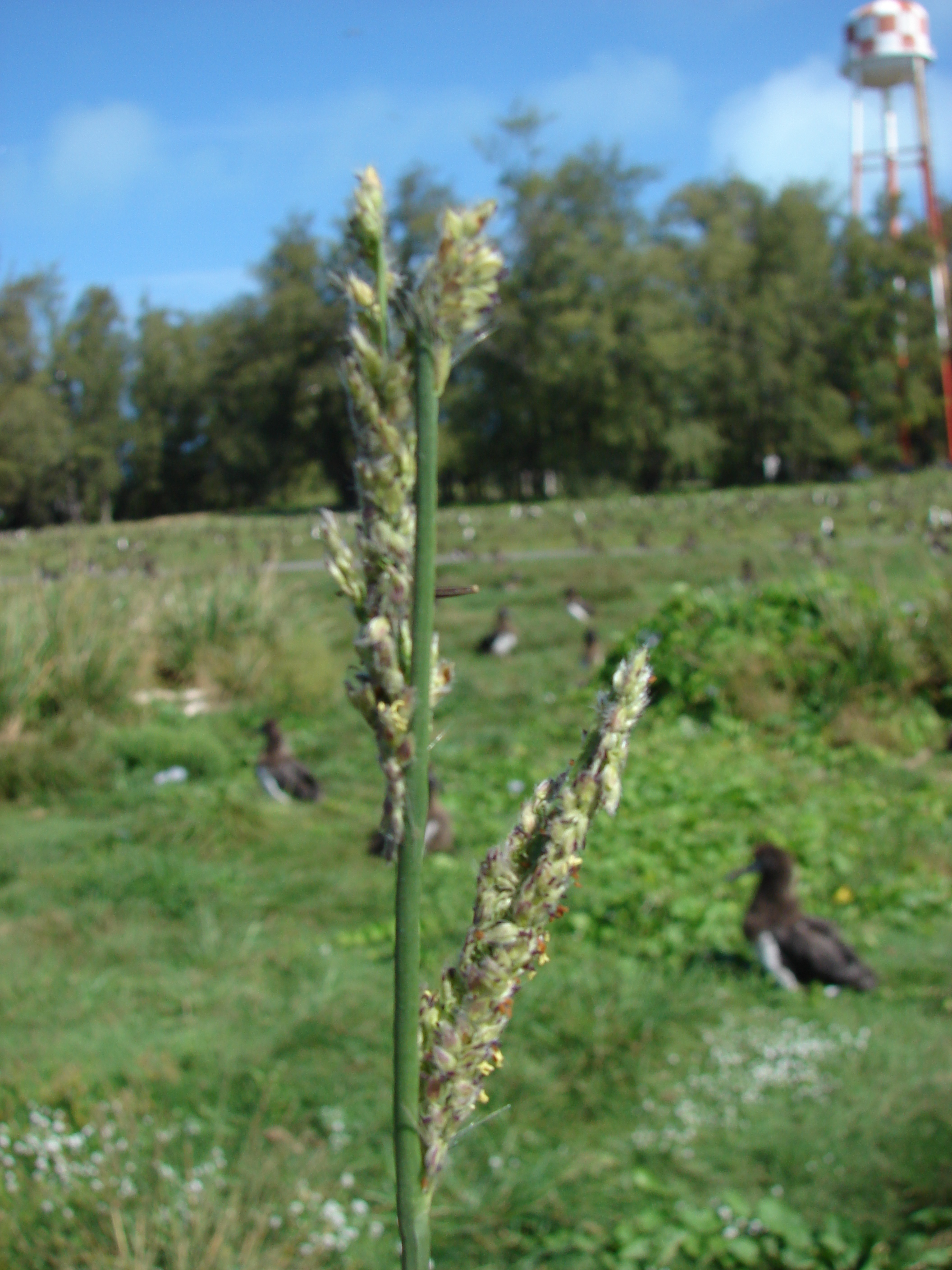